# متی ۲
متی ۲ (انگلیسی: Matthew 2)، فصل دوم انجیل متی در عهد جدید است. وقایع پس از ولادت عیسی، دیدار سه مغ و تلاش پادشاه هرود بزرگ برای کشتن مسیح شیرخوار، فرار یوسف و خانواده‌اش به مصر (فرار به مصر) و بازگشت بعدی آنها برای زندگی در اسرائیل، مستقر در ناصره است.